# سیب سدوم
«سیب سدوم» (به انگلیسی: Apple of Sodom) تک‌آهنگی از مریلین منسون است که در سال ۱۹۹۷ میلادی منتشر شد. این آهنگ همچنین جز موسیقی فیلم بزرگراه گمشده به کارگردانی دیوید لینچ بود.